# Liste des accidents ferroviaires en France en 1922
Pour des articles plus généraux, voir Liste des accidents ferroviaires en France, Liste des accidents ferroviaires en France au XXe siècle et Liste des accidents ferroviaires en France dans les années 1920.
La liste des accidents ferroviaires en France en 1922 est une liste non exhaustive présentée par mois.

## Mai
- 2 mai 1922 - Sur la ligne d'Amagne - Lucquy à Revigny, en gare de Rilly-Semuy, près de Vouziers, un train de voyageurs en manœuvre, que l'aiguilleur et le chef de gare ont négligé de couvrir en fermant les signaux est pris en écharpe par un train de marchandises entrant en gare. L'accident fait cinq morts et une trentaine de blessés dont dix-huit graves[1].
- 6 mai 1922 - Peu avant la gare d'Avranches, à Marcey, au lieudit "la-Planche-de-la-Grève", sur la ligne de Lison à Lamballe, à voie unique mais en cours de doublement, un train de marchandises allant vers Avranches télescope vers 19 heures la locomotive d'un train de chantier retournant haut-le-pied à son dépôt, lancée par erreur sur le même tronçon par le chef de gare de Montviron. Dans le choc, trois cheminots sont tués, et deux blessés[2].
- 14 mai 1922 - Vers 13 heures, sur la ligne de Perpignan à Arles-sur-Tech, entre les gares de Céret et d'Amélie-les-Bains, une machine haut-le-pied percute un train de voyageurs, faisant un mort, trois blessés graves et une quinzaine de blessés légers[3]. Six mois plus tard, le mécanicien de la locomotive tamponneuse et le chef de gare d'Amélie-les-Bains seront condamnés respectivement à un an et un mois de prison avec sursis par le tribunal correctionnel de Céret[4].
- 30 mai 1922 - Sur la ligne de Bourg-en-Bresse à Bellegarde, entre les gares de Cize-Bolozon et de Nurieux, dans le long (2 569 mètres) tunnel de Mornay (dit aussi de Berthian), vers 21 heures, le train de voyageurs venant de Bourg percute à faible vitesse la machine de renfort placée à l'arrière du train de marchandises parti dans la même direction deux heures plus tôt. La collision ne provoque que quelques contusions et blessures légères pour les occupants du train tamponneur, mais ceux-ci, descendus sur la voie, découvrent inanimés les huit cheminots du convoi précédent, tombé en détresse. Seul l'un de ceux-ci pourra être ramené à la vie. L'enquête et son témoignage révèleront que les victimes ont été asphyxiées par les fumées des deux locomotives dont elles ont en vain poussé les feux durant plus d'une heure et demie pour tenter de redémarrer, sans que les chefs des deux gares situées aux extrémités du tunnel ne s'inquiètent du retard du train[5].

## Juillet
- 3 juillet 1922 - Sur le réseau ferroviaire d'Alsace-Lorraine, vers 23 heures, le rapide Strasbourg-Paris aborde à une vitesse excessive la courbe de faible rayon à l'entrée en gare de Sarrebourg et déraille. La locomotive et les voitures de tête se renversent. L'accident causera quatre morts et vingt-trois blessés[6].
- 13 juillet 1922 - Sur la ligne d'Ars à Ambérieu de la Compagnie des Tramways de l'Ain, un convoi ramenant des pèlerins d'Ars déraille entre Ambérieux-en-Dombes et Lapeyrouse, faisant un mort et plusieurs blessés[7].
- 14 juillet 1922 - À Paris, vers 18 heures 10, un train venant d'Ecouen entre en gare du Nord, lorsque le changement brutal d'un aiguillage à son passage entraîne une rupture d'attelage et le déraillement de deux voitures qui s'écrasent contre les piliers du pont du Boulevard de la Chapelle (dit Pont Saint-Ange). L'accident fait deux morts et une trentaine de blessés[8].
- 20 juillet 1922 - Vers 22 heures, sur la ligne Cerbère-Narbonne, après la gare de Corneilla, le rapide 812 pour Bordeaux passe sur un rail dont les tirefonds et les éclisses ont été ôtés par malveillance. La locomotive, le tender et le fourgon de tête s'écrasent dans les vignes en contrebas, tuant le mécanicien et blessant grièvement le chauffeur, qui décèdera quelques jours plus tard[9]. Le reste du convoi demeure sur la voie, après rupture d'attelage, et les passagers (parmi lesquels l'infant Don Jaime de Bourbon, prétendant aux trônes de France et d'Espagne), sont indemnes[10].
- 24 juillet 1922 - À 9 heures, la dernière voiture de voyageurs et le fourgon de queue de l'express Lyon-Strasbourg déraillent à l'arrivée en gare de Bourg-en-Bresse, par suite d'une erreur de manœuvre d'un aiguillage. Le conducteur[a] du train est tué[11].

## Août
- 1er août 1922 - Vers 4 heures 30, collision entre les gares de Miélan et Villecomtal-sur-Arros (Gers), sur la ligne Agen-Tarbes (aujourd'hui déferrée) entre deux trains de pèlerins de l'Allier se rendant à Lourdes par un itinéraire détourné. Le premier ne peut franchir le seuil de la rampe de Laguian (25 pour 1000), et à la suite de la défaillance de ses freins, repart en arrière et percute le suivant qui est à l'arrêt. L'accident fera trente-trois morts et une cinquantaine de blessés, dont la majorité dans la dernière voiture[12].

- 9 août 1922 - Sur la ligne à voie métrique du Chemin de fer du Blanc-Argent, entre les gares de Gièvres et de Pruniers, un train heurte un camion sur un passage à niveau. La locomotive et quatre voitures déraillent, le chauffeur est tué, le mécanicien grièvement blessé[13].
- 22 août 1922 - Entre Uriage et Grenoble, sur la ligne à voie métrique montant vers Vizille de la Société des voies ferrées du Dauphiné, un train de marchandises en panne de frein part en dérive dans la descente et déraille dans une courbe. Peu auparavant, ses trois occupants ont sauté en marche, mais si deux d'entre eux sont simplement contusionnés, le troisième est broyé par le convoi[14].

## Octobre
- 21 octobre 1922 - En gare de Rouffach, sur la ligne Strasbourg-Mulhouse, à 0 heure 20, le rapide Strasbourg-Lyon/Bordeaux est aiguillé par erreur sur la voie où stationne un train de marchandises garé pour lui laisser le passage. La collision fera treize morts et douze blessés, parmi lesquels de nombreux militaires en permission[15].

- 23 octobre 1922 - À 1 800 mètres de la gare de Saint-Denis, à la bifurcation dite du Fort de la Briche, vers 23 heures, un express venant du Tréport percute un train venant de Persant-Beaumont, dont le mécanicien n'a pas respecté les signaux d'arrêt. La collision fait deux morts, dont le cheminot responsable, et dix-huit blessés[16].

- 29 octobre 1922 - Sur la ligne Paris-Brest, vers 6 heures, dans une tempête de neige bloquant le fonctionnement des signaux, en gare de Châtelaudren, le rapide Paris-Brest percute un train de marchandises manœuvrant pour lui laisser la voie libre. Les trois voitures de tête du train tamponneur s'écrasent contre sa locomotive déraillée. On en tirera quatorze morts et une quarantaine de blessés dont cinq succomberont par la suite[17]. Le 31 juillet 1923, la cour d'appel de Rennes condamnera pour homicide involontaire le sous-chef de gare de Saint-Brieuc et un agent de la gare de Châtelaudren respectivement à trois mois de prison ferme et un mois avec sursis[18].

## Décembre
- 23 décembre 1922 - Dans la banlieue de Paris-Nord, sur la ligne Paris-Soissons, près de la gare de La Plaine Saint-Denis, vers 19 heures, un train pour Crépy-en-Valois heurte de front sur le pont dit de Soissons[19] une machine haut-le-pied non couverte par un signal. Le fourgon de tête du train tamponneur déraille, et la première voiture vient s'y encastrer. D'un compartiment totalement écrasé, on tirera deux morts et cinq blessés très graves. Les mécaniciens et chauffeurs des deux locomotives sont seulement contusionnés[20].